# John A. Macdonald
Sir John Alexander Macdonald, più noto con l'abbreviazione John A. Macdonald (Glasgow, 10 gennaio 1815 – Ottawa, 6 giugno 1891), è stato un politico canadese. Fu il 1º Primo ministro del Canada dal 1º luglio 1867 al 5 novembre 1873.

## Biografia
John A. Macdonald nacque a Glasgow in Scozia da Hugh Macdonald e Helen Shaw. Sposò Isabella Clark da cui ebbe due figli (John Alexander e Hugh John), poi sposò Agnes Bernard da cui ebbe una figlia (Mary).
Nel 1832 fu avvocato in Napanee (Ontario).
Macdonald era un massone.
Negli anni 1837/1838 combatté come soldato semplice nelle forze governative durante le Ribellioni canadesi del 1837-1838.
Il primo ministro John A. Macdonald organizzò una politica cosiddetta "etnocida" nei confronti degli amerindi delle pianure centrali del paese per appropriarsi delle loro terre, causando intenzionalmente carestie, esecuzioni arbitrarie e l'assimilazione forzata dei bambini.